# Digonocryptus tarsatus
Digonocryptus tarsatus là một loài tò vò trong họ Ichneumonidae.